# Saint-Martin-le-Colonel
Pour les articles homonymes, voir Saint-Martin.
Saint-Martin-le-Colonel est une commune française située dans le département de la Drôme en région Auvergne-Rhône-Alpes.

## Géographie

### Localisation

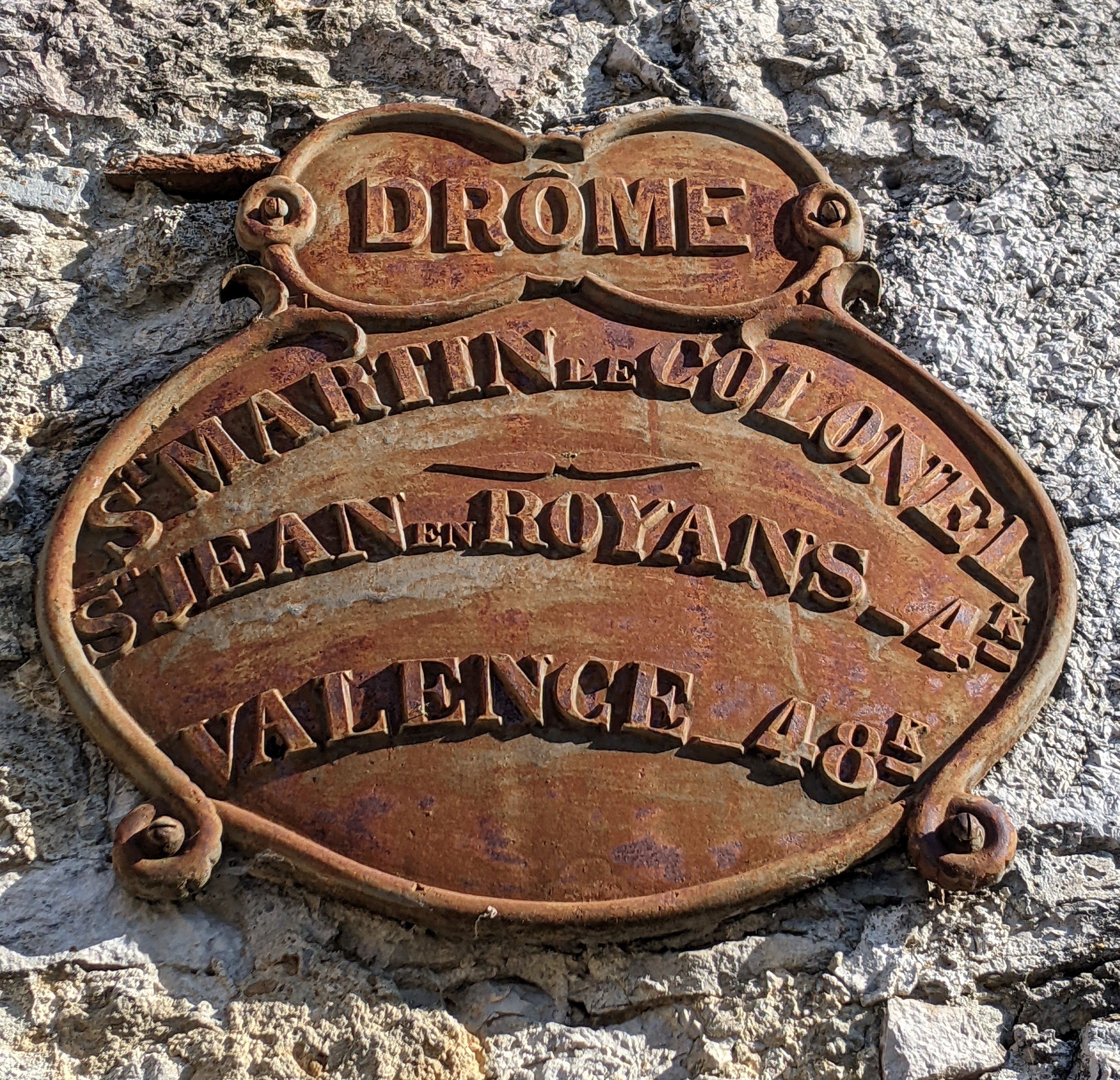
Plaque de situation de Saint-Martin-le-Colonel.

Saint-Martin-le-Colonel est située à 4 km au sud de Saint-Jean-en-Royans (chef-lieu du canton) et à 35 km à l'est de Romans-sur-Isère.

### Relief et géologie
Sites particuliers
- Col de la Rochette (1 023 m)[1].

### Climat
Pour des articles plus généraux, voir Climat d'Auvergne-Rhône-Alpes et Climat de la Drôme.
En 2010, le climat de la commune est de type climat océanique altéré, selon une étude du Centre national de la recherche scientifique s'appuyant sur une série de données couvrant la période 1971-2000. En 2020, Météo-France publie une typologie des climats de la France métropolitaine dans laquelle la commune est exposée à un climat de montagne ou de marges de montagne et est dans la région climatique  Alpes du nord, caractérisée par une pluviométrie annuelle de 1 200 à 1 500 mm, irrégulièrement répartie en été. 
Pour la période 1971-2000, la température annuelle moyenne est de 11,7 °C, avec une amplitude thermique annuelle de 17,6 °C. Le cumul annuel moyen de précipitations est de 1 111 mm, avec 8,9 jours de précipitations en janvier et 6 jours en juillet. Pour la période 1991-2020, la température moyenne annuelle observée sur la station météorologique de Météo-France la plus proche, « Saint-Jean-en-Royans », sur la commune de Saint-Jean-en-Royans à 4 km à vol d'oiseau, est de 12,3 °C et le cumul annuel moyen de précipitations est de 1 136,1 mm,. Pour l'avenir, les paramètres climatiques de la commune estimés pour 2050 selon différents scénarios d'émission de gaz à effet de serre sont consultables sur un site dédié publié par Météo-France en novembre 2022.

## Urbanisme

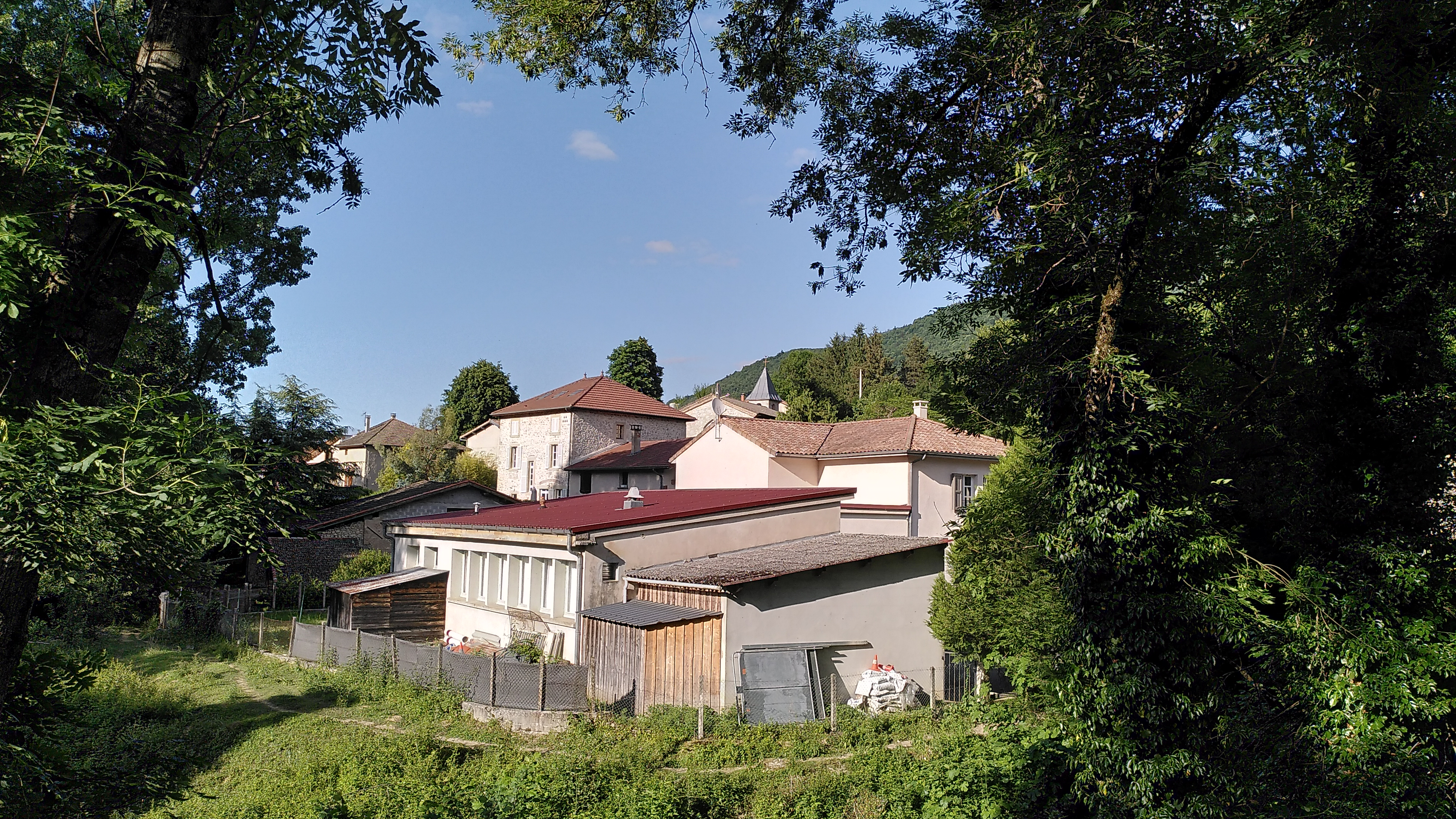
Vue du centre depuis le chemin de la Freydière.

### Typologie
Au 1er janvier 2024, Saint-Martin-le-Colonel est catégorisée commune rurale à habitat dispersé, selon la nouvelle grille communale de densité à 7 niveaux définie par l'Insee en 2022.
Elle est située hors unité urbaine et hors attraction des villes,.

### Occupation des sols
L'occupation des sols de la commune, telle qu'elle ressort de la base de données européenne d’occupation biophysique des sols Corine Land Cover (CLC), est marquée par l'importance des territoires agricoles (59 % en 2018), une proportion identique à celle de 1990 (59 %). La répartition détaillée en 2018 est la suivante : 
prairies (46,7 %), forêts (41 %), zones agricoles hétérogènes (12,3 %). L'évolution de l’occupation des sols de la commune et de ses infrastructures peut être observée sur les différentes représentations cartographiques du territoire : la carte de Cassini (XVIIIe siècle), la carte d'état-major (1820-1866) et les cartes ou photos aériennes de l'IGN pour la période actuelle (1950 à aujourd'hui).

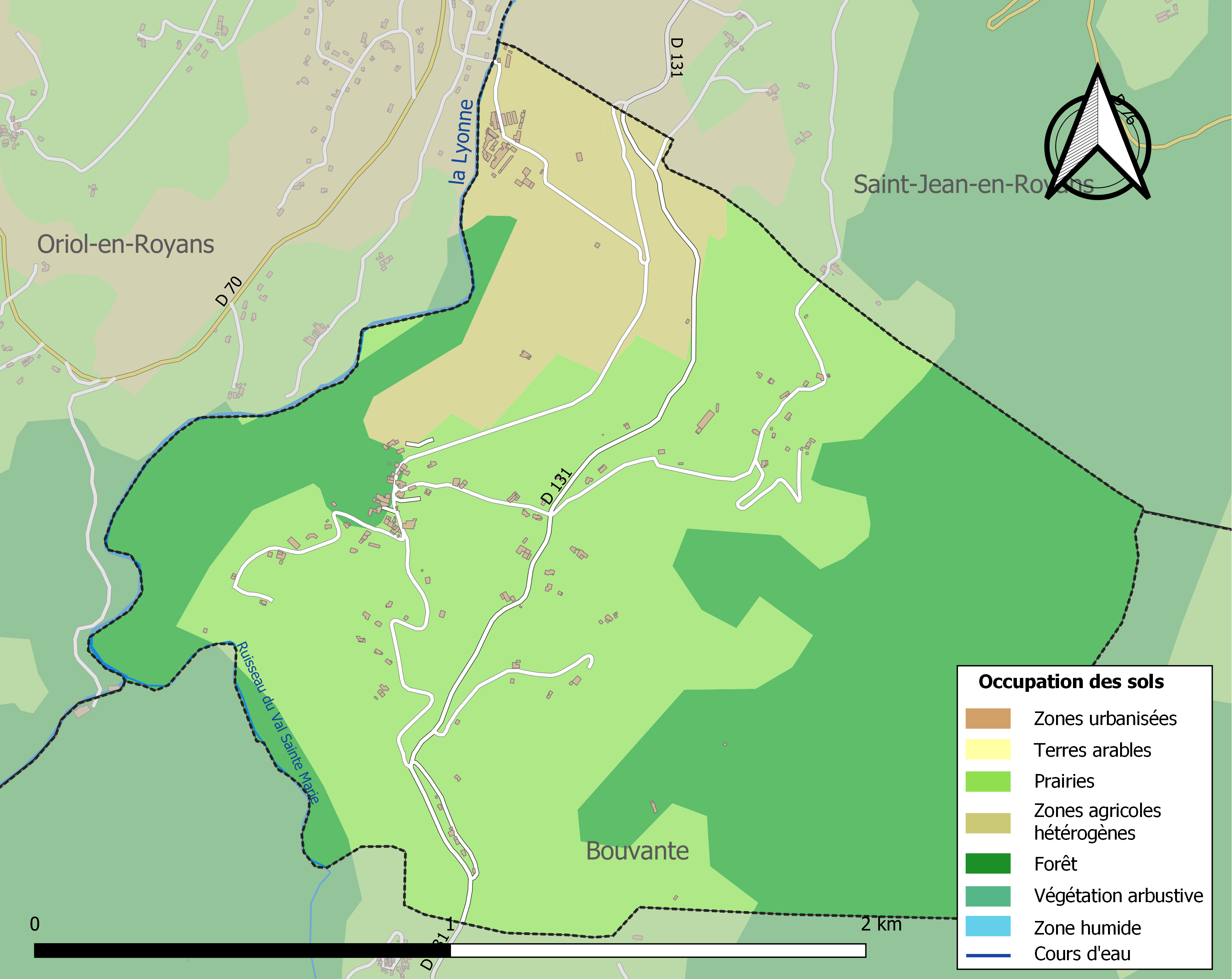
Carte des infrastructures et de l'occupation des sols de la commune en 2018 (CLC).

## Toponymie

### Attestations
Dictionnaire topographique du département de la Drôme :
- XIe siècle : mention de la paroisse : parrochia Sancti Martini de Colonello (cartulaire de Romans, 244).
- 1204 : mention de la paroisse : ecclesia Sancti Martini de Coronellis (archives des Bouches-du-Rhône, mss. de Chantelou).
- 1265 : mention de la paroisse : capella Sancti Martini de Flandenis (archives des Bouches-du-Rhône, mss. de Chantelou, 218).
- 1292 : mention de la paroisse : ecclesia Sancti Martini del Colonel (cartulaire de Léoncel, 44).
- XIVe siècle : mention de la paroisse : capella de Colonello (pouillé de Die).
- 1494 : Sanctus Martinus de Colonello (pap. de Valfanjouse).
- 1576 : Sainct Martin de Colonel en Royans (rôle de décimes).
- 1891 : Saint-Martin-le-Colonel, commune du canton de Saint-Jean-en-Royans.

## Histoire

### Du Moyen Âge à la Révolution
La seigneurie :
- Au point de vue féodal, la communauté, après avoir formé la terre de flandènes (voir ce nom), fait partie du mandement de Saint-Nazaire-en-Royans[13].
- Fief des comtes de Diois[1].
- XIIIe siècle : la terre passe aux dauphins et aux évêques de Die[1].

Démographie :
- 1688 : 40 ou 50 familles.
- 1789 : 76 chefs de familles.

Avant 1790, Saint-Martin-le-Colonel était une communauté de l'élection et subdélégation de Valence et du bailliage de Saint-Marceilin.

Elle formait une paroisse du diocèse de Die, dont la plus grande partie des dîmes appartenaient au curé. Celles du quartier du Bouchet appartenaient au prieur de Saint-Jean-en-Royans.

#### Flandènes
- 1138 : Flandenas (cartulaire de Romans, 399)[14].
- 1172 : mention du mandement : mandamentum de Flandines (cartulaire de Léoncel, 23)[14].
- 1302 : Flendines (cartulaire de Léoncel, 292)[14].
- 1427 : terra de Flandenis in Royanis (Duchesne, Comtes de Valentinois, 92)[14].
- 1657 : Flandeyne (archives de la Drôme, E 312)[14].
- 1891 : Flandènes, château ruiné et quartiers des communes de Saint-Martin-le-Colonel et de Saint-Jean-en-Royans[14].
- 1992 : Flandaines[1].
- (non daté)[réf. nécessaire] : Flandenne[15]

La seigneurie.
- Fin XIIe siècle : au point de vue féodal, la terre appartient à une famille de son nom.
- Peu de temps après : les droits passent aux Royans.
- Vers 1210 : ils passent (par mariage) aux comtes de Valentinois.
- 1413 : les comtes inféodent la terre aux Poitiers-Saint-Vallier.
- 1462 : les Poitiers-Saint-Vallier la vendent aux Alleman.
- La terre passe aux Brun.
- 1474 : elle passe (par mariage) aux Lionne.
- Vers 1660 : elle passe aux Carra de Lale.
- Elle passe aux Hostun-Tallard qui l'intègrent dans leur duché d'Hostun.

1590 : le château est démoli.
Le mandement ne comprenait qu'une partie de la commune de Saint-Martin-le-Colonel.

### De la Révolution à nos jours
En 1790, la commune est comprise en dans le canton de Rochefort-Samson. La réorganisation de l'an VIII (1799-1800) la place dans le canton de Saint-Jean-en-Royans.

## Politique et administration

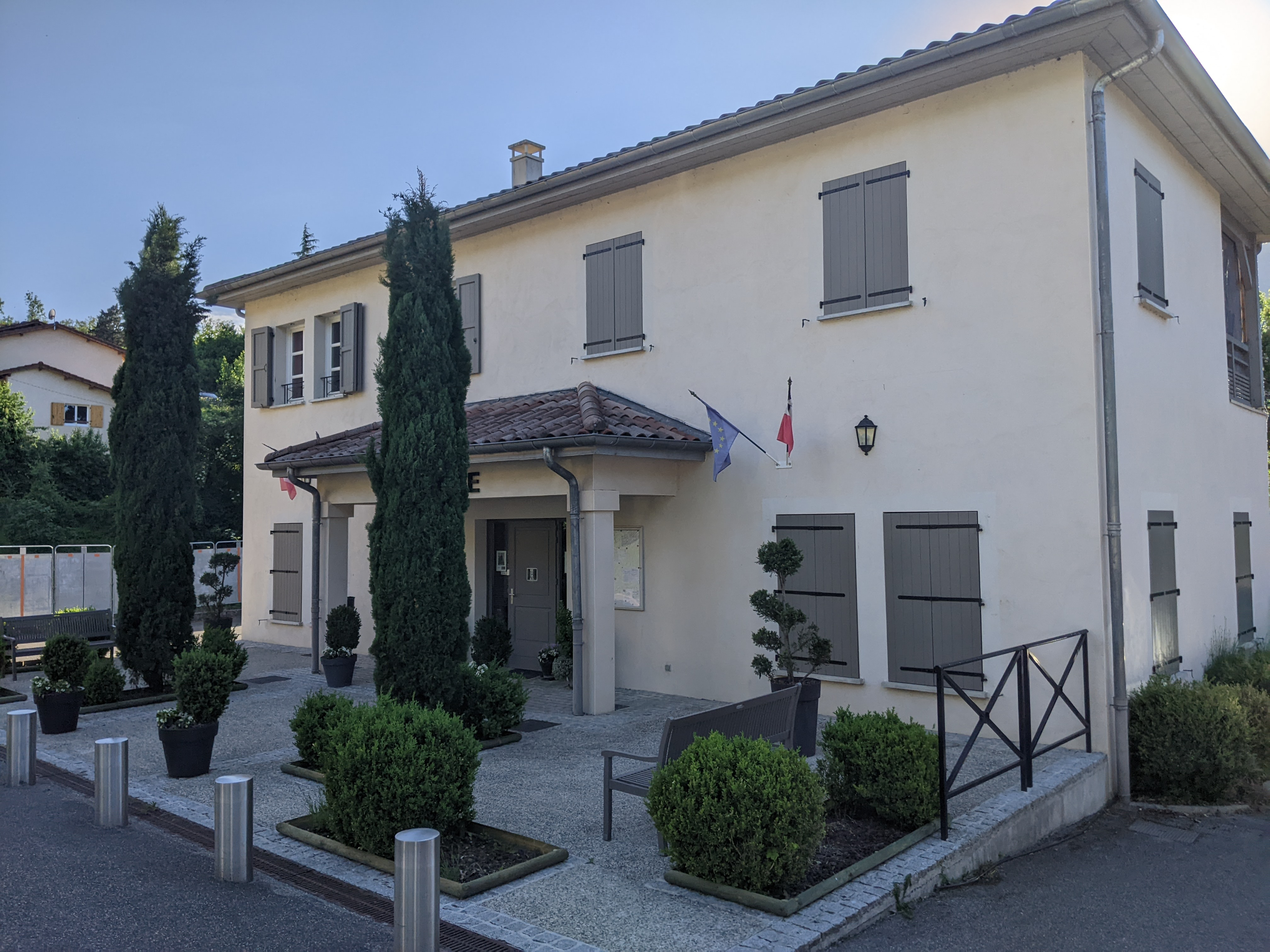
Mairie.

### Liste des maires
| Période                                  | Période  | Identité      | Étiquette | Qualité                    |
| ---------------------------------------- | -------- | ------------- | --------- | -------------------------- |
| Les données manquantes sont à compléter. |          |               |           |                            |
| mars 2001                                | En cours | Henri Bouchet | DVD       | retraité fonction publique |

## Population et société

### Démographie
L'évolution du nombre d'habitants est connue à travers les recensements de la population effectués dans la commune depuis 1793. Pour les communes de moins de 10 000 habitants, une enquête de recensement portant sur toute la population est réalisée tous les cinq ans, les populations de référence des années intermédiaires étant quant à elles estimées par interpolation ou extrapolation. Pour la commune, le premier recensement exhaustif entrant dans le cadre du nouveau dispositif a été réalisé en 2005.

En 2022, la commune comptait 225 habitants, en évolution de +18,42 % par rapport à 2016 (Drôme : +2,64 %, France hors Mayotte : +2,11 %).
| 1793 | 1800 | 1806 | 1821 | 1831 | 1836 | 1841 | 1846 | 1851 |
| ---- | ---- | ---- | ---- | ---- | ---- | ---- | ---- | ---- |
| 250  | 274  | 298  | 306  | 313  | 288  | 298  | 312  | 290  |

| 1856 | 1861 | 1866 | 1872 | 1876 | 1881 | 1886 | 1891 | 1896 |
| ---- | ---- | ---- | ---- | ---- | ---- | ---- | ---- | ---- |
| 276  | 259  | 247  | 255  | 249  | 231  | 240  | 215  | 220  |

| 1901 | 1906 | 1911 | 1921 | 1926 | 1931 | 1936 | 1946 | 1954 |
| ---- | ---- | ---- | ---- | ---- | ---- | ---- | ---- | ---- |
| 216  | 209  | 206  | 154  | 174  | 164  | 155  | 144  | 138  |

| 1962 | 1968 | 1975 | 1982 | 1990 | 1999 | 2005 | 2006 | 2010 |
| ---- | ---- | ---- | ---- | ---- | ---- | ---- | ---- | ---- |
| 126  | 125  | 100  | 108  | 145  | 163  | 164  | 173  | 163  |

| 2015 | 2020 | 2022 | - | - | - | - | - | - |
| ---- | ---- | ---- | - | - | - | - | - | - |
| 187  | 210  | 225  | - | - | - | - | - | - |

### Enseignement
La commune relève de l'académie de Grenoble.

### Loisirs
- Randonnées[1].
- Chasse[1].

### Cultes
La communauté catholique de Saint-Martin-le-Colonel et son église (propriété de la commune) est rattachée à la « Paroisse Sainte-Marie en Royans-Vercors ». Celle-ci dépend du diocèse de Valence dont elle dépend. Ce secteur géographique de la vie religieuse catholique couvre l'ensemble des communes du plateau du Vercors ainsi que du Royans.

## Économie
En 1992 : bois (manufacture drômoise du bois), pâturages (bovins).

## Culture locale et patrimoine

### Lieux et monuments

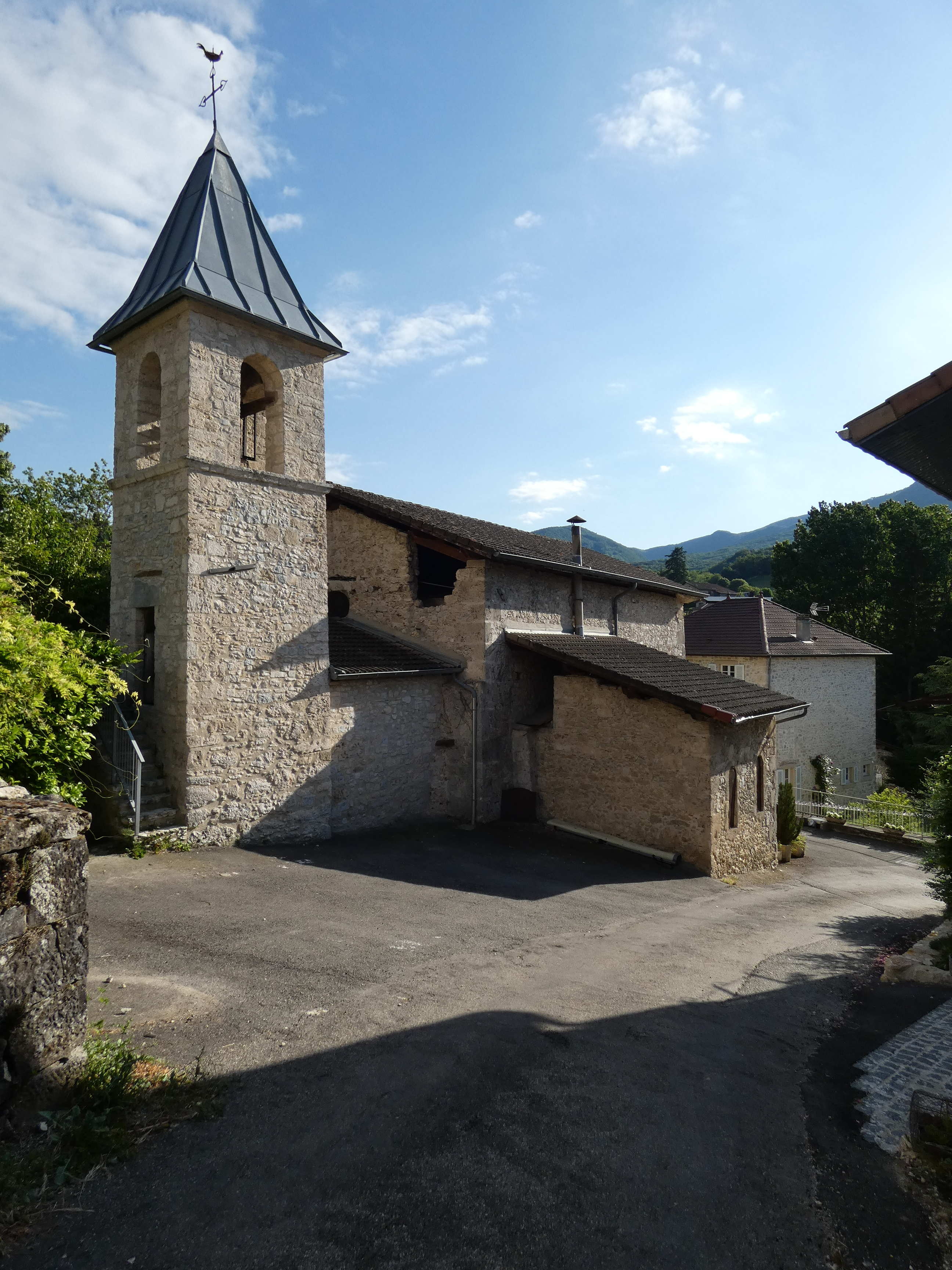
Église Saint-Martin.

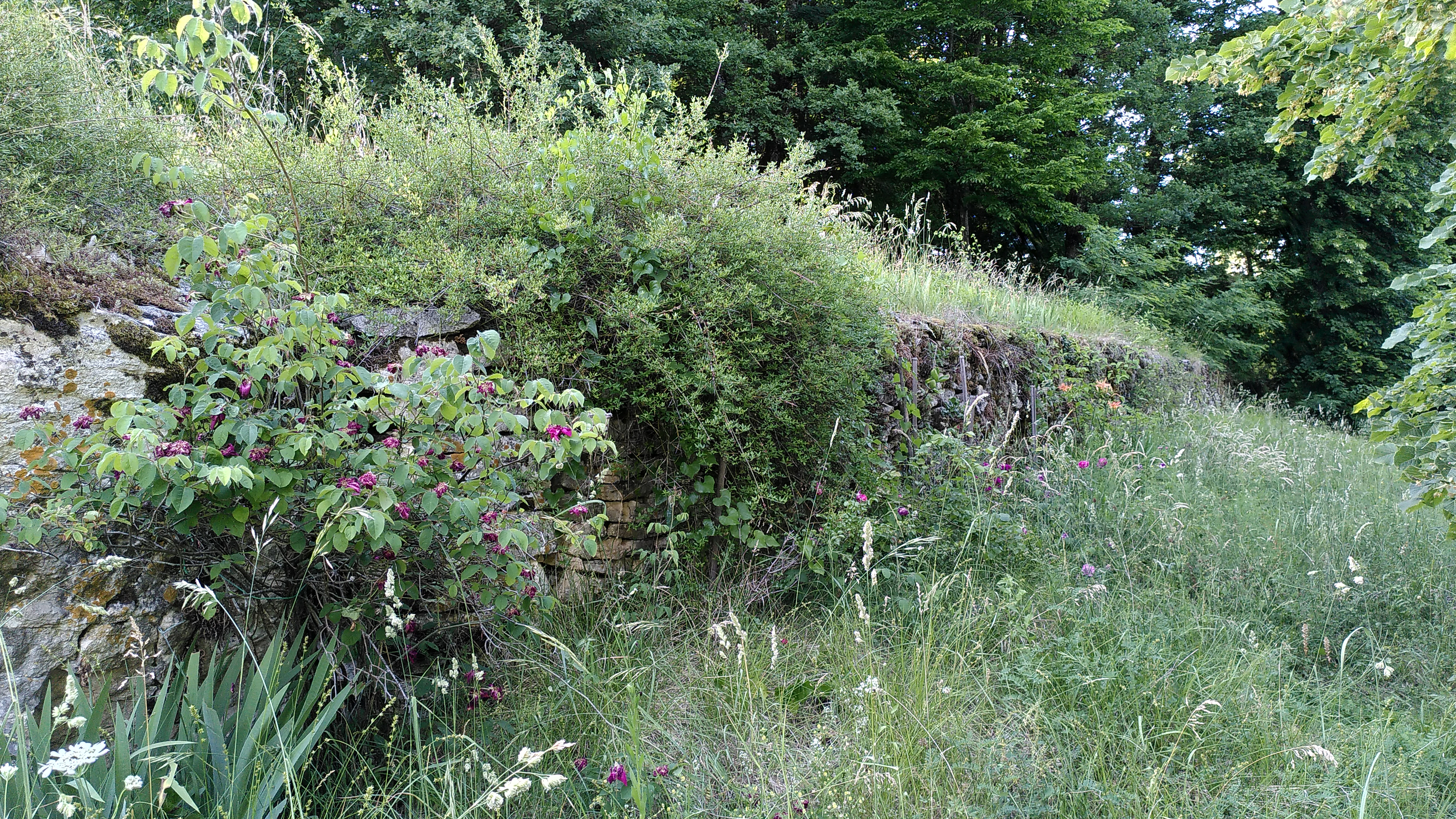
Mur restant des ruines du château de Flandaines.

- Église Saint-Martin de Saint-Martin-le-Colonel de style gothique (remaniée)[1].
- Ruines du château de Flandaines (XIIe siècle)[1] détruit en 1590[14].
- Fermes fortes[1].

### Héraldique, logotype et devise
|  | Saint-Martin-le-Colonel possède des armoiries dont l'origine et le blasonnement exact ne sont pas disponibles. |